# بيري أندرسون
بيري أندرسون (بالإنجليزية: Perry Anderson)‏ (و. 1938  م) هو مؤرخ، وعالم اجتماع بريطاني، ولد في لندن.
.

## التعليم
تعلم في كلية ورسستر، وكلية إيتون.

## روابط خارجية
- بيري أندرسون على موقع IMDb (الإنجليزية)